# 東豆川戰役
東豆川戰役（韓語：동두천 전투），是朝鮮戰爭開始後，朝鮮人民軍越過38線全面南侵而發起的戰役，結果是東豆川市落入朝鮮人民軍手中。